# Shenzhou 19
Shenzhou 19 (chinois simplifié : 神舟十九号 ; pinyin : Shénzhōu Shíjiǔ-hào ; litt. « Vaisseau divin 19 ») est la quatorzième mission spatiale habitée chinoise et la huitième à destination de la Station spatiale chinoise (SSC). L'équipage de trois personnes a décollé le 29 octobre 2024 avec un lanceur Longue Marche 2F depuis la base de lancement de Jiuquan. La mission a duré environ six mois, se terminant le 30 avril 2025.

## Contexte
Shenzhou 19 est le dix-neuvième vol du programme Shenzhou et le quatorzième habité chinois. C'est aussi le huitième vol spatial de longue durée vers la station spatiale Tiangong. La mission a duré environ six mois : après l'arrivée de l'équipage de Shenzhou 20 le 24 avril 2025, Shenzhou 19 est reparti et a atterri le 30 avril 2025 en Mongolie-Intérieure.

## Équipage
- Commandant : Cai Xuzhe (2),  Chine
- Opérateur : Song Lingdong (1),  Chine
- Spécialiste de charge utile : Wang Haoze (1),  Chine